# Zwanglaufkessel
Der Zwanglaufkessel findet seine Anwendung im konventionell befeuerten Dampfkraftwerk zur Erzeugung von Wasserdampf. 
Die Bauart unterscheidet sich vom Naturumlaufkessel durch ihre Arbeitsweise. Beim Naturumlaufkessel zirkuliert das Speisewasser aufgrund seines Dichteunterschiedes, beim Zwanglaufkessel fördert die Speisepumpe das zu verdampfende Wasser durch die Rohrbündel des als Wärmeübertrager ausgeführten Dampferzeugers. Dadurch ist eine kleinere Bauform erreichbar als bei einem Naturumlaufkessel. Des Weiteren ist eine gleichmäßigere Regulierung der Dampferzeugung möglich, da nicht nur durch die Temperatur der Verbrennung, sondern auch über den Wasserdurchsatz gesteuert werden kann. 
Die Zwanglaufkessel können in zwei große Arten unterschieden werden, den Zwangumlaufkessel (z. B. LaMont-Kessel) und den Zwangdurchlaufkessel (z. B. Benson- oder Sulzerkessel). Die Arten der Zwanglaufkessel unterscheiden sich im Wesentlichen durch die Art der Rohrwicklung beziehungsweise Rohranordnung. Ein Zwangumlaufkessel besitzt in der Regel eine Dampftrommel für das umlaufende Wasser. Die Zwangdurchlaufkessel sind trommellos, da das Wasser am Ende eines Verdampferrohres vollständig verdampft ist.